# Acrodontis aenigma
Acrodontis aenigma là một loài bướm đêm trong họ Geometridae.